# Kranich-Verlag
Der Kranich-Verlag ist ein Schweizer Buchverlag. Er wurde 1958 gegründet und hat sich vor allem auf bibliophile Ausgaben und Drucke spezialisiert. Sitz des Verlags ist Zollikon bei Zürich.

## Gründung
Gegründet wurde der Verlag vom Ärztehepaar Alice Gertrud (* 1926) und Hans Rudolf Bosch-Gwalter (1925–2019). Am Anfang stand das von Hans Rudolf Bosch gestaltete Büchlein ABC für junge Eheleute von Johann Caspar Lavater. Es erschien 1951 im Tschudy-Verlag St. Gallen und war ein Verlobungsgeschenk für seine Braut Alice Gertrud Gwalter. Lavaters ABC wurde zu einem Erfolg und erreichte in kurzer Zeit fünf Auflagen. Dies ermutigte das Paar 1956 zur Gründung eines eigenen Verlages, den sie Kranich-Verlag nannten. Die Verlegertätigkeit des Ehepaars Bosch war nie gewinnorientiert ausgerichtet, sondern stets eine Liebhaberei.

## Erste Jahre
Als erstes Werk erschien eine zweisprachige Ausgabe mit Gedichten von Robert Burns unter dem Titel My love is like a red rose. Das Buch gestalteten Alice Gertrud und Hans Rudolf Bosch-Gwalter gleich selber, mit einer Rose als Titelvignette von Gunter Böhmer und einem Kranich als Holzschnitt des Holländers Ru van Rossem. Die Ausgabe erschien in einer Auflage von 300 Exemplaren, davon 100 auf Zerkall-Büttenpapier. Als 180. und bisher letztes Buch erschien 2020 Das Zunfthaus zur Meisen in Zürich, Renovation 2018.

## Verlagsprogramm
Im Verlauf der kommenden gut sechzig Jahre entstanden 180 Bücher zu Themen wie Literatur, Malerei, Musik, Geschichte, Panoramen und Poesie. Manche wurden nur in wenigen hundert Exemplaren auf Büttenpapier gedruckt oder auf einer Steindruckpresse einzeln angefertigt. Andere entwickelten sich zu begehrten Exemplaren und erreichten fünfstellige Auflagezahlen. Grosser Wert wird auf perfekte Typographie, Druck sowie Buchbindearbeit gelegt. Unter den Buchgestaltern tauchen immer wieder die gleichen Namen auf wie etwa die Mühlemanns aus Weinfelden, Willibald Voelkin aus Brugg AG oder Hans Rudolf Ziegler aus Winterthur.
Das Verlagsprogramm ist weit gespannt. Ein klar umrissenes Profil lässt sich nicht feststellen, sondern weist auf persönliche Vorlieben des Verlegerpaars hin. Im Gegensatz zu anderen Verlagen gibt es beim Kranich-Verlag keine Hausautoren, die Bücher werden in erster Linie nach dem Thema und Inhalt ausgewählt.
Unter den zahlreichen Autoren finden sich Hildegard von Bingen, Hugo von Hofmannsthal, Bertolt Brecht, Winston Churchill und Richard von Weizsäcker. Zeitgeschichtliche Ereignisse erschienen als Gelegenheitsdrucke wie zum Beispiel die Festansprache Sigmund Widmers zu 700 Jahren Eidgenossenschaft oder die Rede von Winston S. Churchill «Let Europe arise» im Jahr 1946, die neben der deutsch-englischen Ausgabe auch in polnischer, tschechischer und ungarischer Sprache erschien. Sie kamen mit Rosen in der Hand… von Ignes Ponto aus dem Jahr 1991 befasst sich mit dem deutschen Terrorismus, dem der Bank- und Finanzexperte Jürgen Ponto zum Opfer fiel.
Anlässlich des Jahrtausendwechsels lud das Ehepaar Bosch ihm bekannte Persönlichkeiten des öffentlichen Lebens und Freunde ein, gesellschaftliche und politische Werte in einem Beitrag zu überdenken. 37 Autoren und Autorinnen aus Kultur, Politik, Wirtschaft, Medien, Medizin und Bibliophilie beteiligten sich.
Seit dem Tod von Hans Rudolf Bosch wird der Verlag von seinem Sohn Hans-Georg Bosch weitergeführt.

## Besondere Ausgaben (Auswahl)
- mine sinne di sint minne[2]
- Der Sonnengesang des Pharaos Echnaton wurde in einer Auflage von 20 Exemplaren auf ein Leporello aus Papyrus gedruckt.
- Sonnengesang des Franz von Assisi mit Radierungen von Hans Erni
- Geschichte vom Soldaten mit Musik von Igor Strawinsky auf CD und mit Illustrationen von Felix Hoffmann
- Das Hohelied Salomons als Faksimile-Ausgabe. Die erste Ausgabe erschien in 50 Exemplaren auf handgeschöpftem Bütten «Richard-de-Bas». Die Lithographien wurden von Hans Erni eigens für dieses Buch geschaffen. Später erschienen sechs weitere Ausgaben.
- Meditationszyklus der Hildegard von Bingen als Faksimile-Ausgabe. Das Textbuch enthält Ausführungen zur Überlieferung der Handschrift sowie den lateinischen Originaltext.
- Schachzabelbuch des Jacobus de Cessolis von 1483 als Faksimile-Ausgabe

## Auszeichnungen
Der Kranich-Verlag beteiligte sich regelmässig am Wettbewerb «Die schönsten Schweizer Bücher», der seit 1999 alljährlich vom Bundesamt für Kultur durchgeführt wird. Bisher wurden 19 Titel des Kranich-Verlags ausgezeichnet. Im Jahr 2000 wurde der Verlag für das Buch Corps mémorable von Paul Éluard und Peter Uhlmann mit dem Walter-Tiemann-Preis ausgezeichnet.
Die höchste Anerkennung fand 1995 das broschierte Gedichtbändchen nachtflügge von Kathrin Fischer, das an der Leipziger Buchmesse als schönstes Buch der Welt die «Goldene Letter» erhielt.